# Cayo Los Pescadores
El Cayo Pescadores es una isla pequeña perteneciente al Estado Falcón  en la costa del Mar Caribe de Venezuela, está ubicada al sur de Cayo Sombrero, al este de Cayo Alemán y al norte de Cayo Los Juanes, es un territorio lleno de corales y poca marea, está a 40 minutos de Chichiriviche. Está protegido como parte del parque nacional Morrocoy. Posee una superficie aproximada de 3,84 hectáreas o 38.363,61 m².
El lugar debe su nombre a la actividad pesquera cercana que atrajo en el pasado a numerosos pescadores que aprovechaban la riqueza marina del lugar. Algunos vendedores ambulantes ofrecen servicios en el lugar. Destaca por sus aguas cristalinas y poca profundidad por lo que se le considera ideal para traer niños.